# Canzona voor klarinet en strijkorkest
De Canzona voor klarinet en orkest is een compositie van Sergej Tanejev. Tanejev schreef het toen hij nog jong was, maar toen al was duidelijk dat hij de klassieke muziek niet zou moderniseren. Hij zou behoudende muziek componeren. De canzona is het enige werk dat hij componeerde voor de combinatie klarinet en orkest. Het werk bleef niet hangen in de concertzalen, maar in de versies voor dwarsfluit en orkest en cello en orkest bleef het wel een geliefd werk voor instrumentalisten in opleiding. Het heeft een weemoedige, melancholieke klank.

## Discografie
- Uitgave Naxos: Academisch Symfonieorkest van Novosibirsk o.l.v. Thomas Sanderling
- Uitgave Koch International/Schwann: Symfonieorkest van de Beierse Omroep o.l.v. Muhai Tang met cellist Werner Thomas-Mifune